# Trois crayons
Trois crayons (fr; French) é uma técnica de desenho que utiliza três cores de giz: vermelho (sanguínea), preto (um tipo de xisto betuminoso ) e branco. O papel usado pode ser de tom médio, como cinza, azul ou bege.  Entre muitos outros, os pintores franceses Antoine Watteau e François Boucher desenharam estudos de figuras e drapeados aux trois crayons. A técnica foi, em especial, pioneira e popularizada pelo mestre flamengo Peter Paul Rubens. A técnica de desenho com trois crayons tem as suas raízes na segunda metade do século XV na Europa.
Aux deux crayons utiliza apenas duas cores, frequentemente o preto e o branco, como se vê em muitos desenhos de Pierre-Paul Prud'hon.
- Por Watteau
- Por Watteau, c. 1716
- Por Boucher, c. 1740
- Por Rubens, c. 1621